# Kennie Olsson
Denna artikel behandlar triathleten Kennie Olsson. För speedwayföraren se Kenny Olsson.
Kennie Anita Marianne Olsson, född den 10 februari 1949, är en svensk före detta triathlet som var aktiv från 1986 till slutet på 1990-talet.
Kennie Olsson slog igenom redan första säsongen som triatlet år 1986 med att vinna Scania Nordic Triathlon Cup (SNTC) och utsågs samma år till den framgångsrikaste idrottaren i Kristianstad.  Framgångarna fortsatte året därpå med en 7:e plats på EM och seger i NM och SNTC. När det första officiella VM i triathlon avgjordes i Avignon i Frankrike 1989 fanns hon med i landslagstruppen och blev bronsmedaljör i 40-årsklassen. Hon blev trea på EM i 40-årsklassen 1991 och vann både 1993 och 1994. Hon hävdade sig fortfarande 1997 i toppen av den svenska eliten och blev SM-fyra i seniorklassen 48 år gammal.
Kennie Olsson var initiativtagare då Kristianstads Triathleter bildades den 23 oktober 1985, klubben blev därmed Sveriges första specialiserade triathlonförening. Hon var även ordförande de första tio verksamhetsåren.